# ミラクル・パーク
ミラクル・ヴィレッジ（英語: Miracle Village）とはフロリダ州パホキー郊外にある宗教共同体で、処罰された性犯罪者 (en) が暮らしている。30年間刑務所に務めた牧師であるリチャード・ウィゼロウが、性犯罪者の居住を厳しく制限することを定めた性犯罪者登録法を受けて開設した。この法律では性犯罪者は教育施設、公園、礼拝所といった子どもたちが集まる場所から一定の範囲内に住むことを禁止しているが、この結果性犯罪者は人口の多い地域で住む場所を探すことが出来ず、ホームレスに身を落とす人もいる。
この共同体はウィゼロウズ・マシュー・25ミニストリーズ(Witherow's Matthew 25 Ministries)という出所後の支援を目的とする団体が管理していて、この団体のウェブサイトによれば小児性愛者の世話をしないとしているが、未成年者への痴漢行為や児童ポルノの所持で有罪となった性犯罪者も居住しているとされる。
2010年10月時点で、66人の登録性犯罪者が居住していて、2013年7月には100人に増えている。

## 問題
パホキー市長のウェイン・ウィテカーはミラクル・ヴィレッジが犯罪者を居住させるための場所であることを把握していなかった上、多くの犯罪者が居住すること事態「とても、とてもリスクがある」と批判した。
ミラクル・ヴィレッジがある場所はかつてペリカン・レイク・ヴィレッジとして知られ、普通の家族が暮らしていた。その後地主だったアルストン・マネジメントがウィゼロウズ・マシュー・25ミニストリーズに土地を貸与する契約を締結したため、学校に通う年齢の子供を持つ家庭は移住を余儀なくされた。連邦法では高齢者のコミュニティといった特定の場合を除き、子供を持つ家庭を冷遇するような行為は禁止されている。
ウィゼロウは一部元住民の代理人になっているパルムビーチ郡の法律扶助協会やフロリダ・イコール・ジャスティス・センターから提訴されている。
アルシー・ハスティングス米国下院議員の側近もミラクル・ヴィレッジの開設に関しての発言として「もし、私が戦わずして潰そうとするなら、私は呪われるだろう。」と引用している。